# Node B

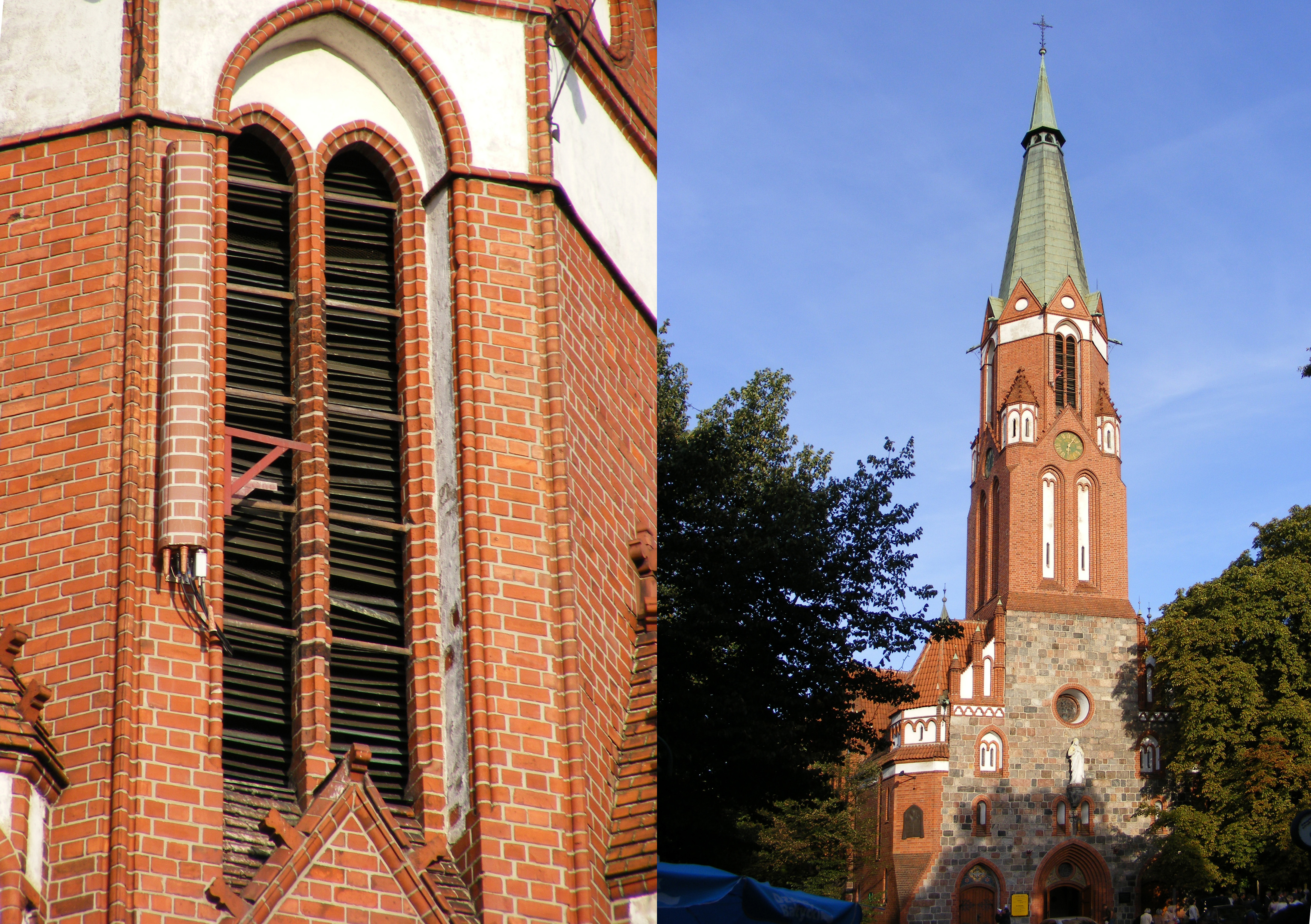
Antena BTS i Node B muntada a la torre de l'església, Sopot, Polònia

El node B és el node de telecomunicacions per a xarxes de comunicacions mòbils, és a dir, aquelles que s'adhereixen a l'estàndard UMTS. El node B proporciona la connexió entre els telèfons mòbils (UEs) i la xarxa telefònica més àmplia. UMTS és l'estàndard 3G dominant.
El node B correspon a BTS (estació base transceptora) en GSM.

## Funcionalitat
Aquest és el maquinari connectat a la xarxa de telefonia mòbil que es comunica directament amb els telèfons mòbils. En contrast amb les estacions base GSM, el node B utilitza WCDMA / TD-SCDMA com a tecnologia d'interfície aèria. Com en tots els sistemes cel·lulars, com UMTS i GSM, el Node B conté transmissors de radiofreqüència i el receptor (s) utilitzats per comunicar-se directament amb dispositius mòbils, que es mouen lliurement al seu voltant. En aquest tipus de xarxa cel·lular, els dispositius mòbils no poden comunicar-se directament entre ells, sinó que s'han de comunicar amb el NodeB.
Tradicionalment, els nodes B tenen una funcionalitat mínima, i estan controlats per un RNC (Controlador de xarxa de ràdio). Tanmateix, això està canviant amb l'aparició de l'accés de paquets d'enllaç descendent d'alta velocitat (HSDPA), on una mica de lògica (per exemple, la retransmissió) es gestiona al node B per a temps de resposta més baixos.

## Ús de la freqüència
La utilització de la tecnologia WCDMA permet que les cèl·lules que pertanyen al mateix o diferent Node B i fins i tot controlades per diferents RNC es superposen i segueixin utilitzant la mateixa freqüència (de fet, tota la xarxa es pot implementar amb un sol parell de freqüències). L'efecte s'utilitza en els traspassos suaus.

## Requisits d'alimentació
Com que WCDMA sovint funciona a freqüències més altes que GSM (2.100 MHz en lloc de 900 MHz per a GSM), el radi de la cel·la pot ser considerablement més petit per a WCDMA que per a cèl·lules GSM, ja que la pèrdua de camí depèn de la freqüència. Ara WCDMA té xarxes que operen a la 850–900 banda de MHz. En aquestes xarxes, a aquestes freqüències, la cobertura de WCDMA es considera millor que la de la xarxa GSM equivalent.
A diferència del GSM, la mida de les cèl·lules no és constant (fenomen conegut com a "respiració cel·lular"). Això requereix un nombre més gran de Node B i una planificació acurada a les xarxes 3G (UMTS). Els requisits d'alimentació al node B i als equips d'usuari (UE) són molt més baixos.
Està connectat a la xarxa RNC de UMTS mitjançant la interfície IUB.

## Configuració del node B
Un lloc cel·lular complet té un armari, un pal d'antena i una antena real. Un armari d'equip conté, per exemple, amplificadors de potència de RF, processadors de senyal digital i bateries de seguretat. El que pots veure al costat d'una carretera o al centre de la ciutat és només una antena. Tanmateix, la tendència avui dia és camuflar l'antena (pintar-la del color de l'edifici o posar-la en un recinte transparent de RF). Els nodes interiors més petits poden tenir una antena integrada a la porta de l'armari.
Un Node B pot servir diverses cel·les, també anomenades sectors, segons la configuració i el tipus d'antena. La configuració comuna inclou cel·la omni (360 °), 3 sectors (3 × 120 °) o 6 sectors (60 graus cadascun, un desplegament no molt popular).